# 屈济永
屈济永（法語：Cuzion，法語發音：[kyzjɔ̃]）是法国安德尔省的一个市镇，位于该省南部，属于拉沙特尔区。

## 地理
屈济永（46°28'45"N, 1°36'23"E）面积18.45 平方千米，位于法国中央-卢瓦尔河谷大区安德尔省，该省份为法国中部省份，北起卢瓦-谢尔省，西北接安德尔-卢瓦尔省，西南接维埃纳省，南至克勒兹省和上维埃纳省，东临谢尔省。
与屈济永接壤的市镇（或旧市镇、城区）包括：巴赖兹、埃居宗-尚托姆、加尔日莱斯-当皮埃尔、圣普朗泰尔。

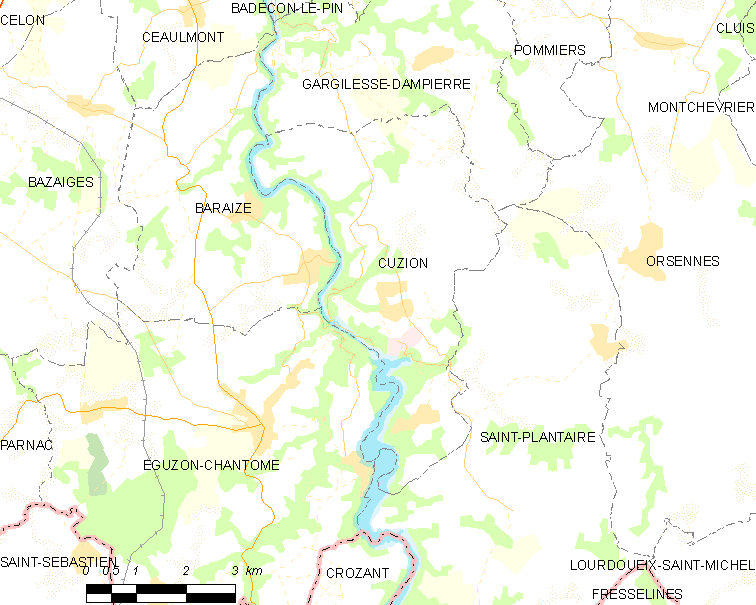
屈济永的OSM定位图

屈济永的时区为UTC+01:00、UTC+02:00（夏令时）。

## 行政
屈济永的邮政编码为36190，INSEE市镇编码为36062。

## 政治
屈济永所属的省级选区为克勒兹河畔阿让通县。

## 人口

1962-2008年间屈济永人口变化图示

屈济永于2022年1月1日时的人口数量为474人。